# Pulchrana rawa
Pulchrana rawa é uma espécie de anfíbio gimnofiono da família Ranidae. Está presente na Indonésia. A UICN classificou-a como pouco preocupante.